# Société libre d'émulation

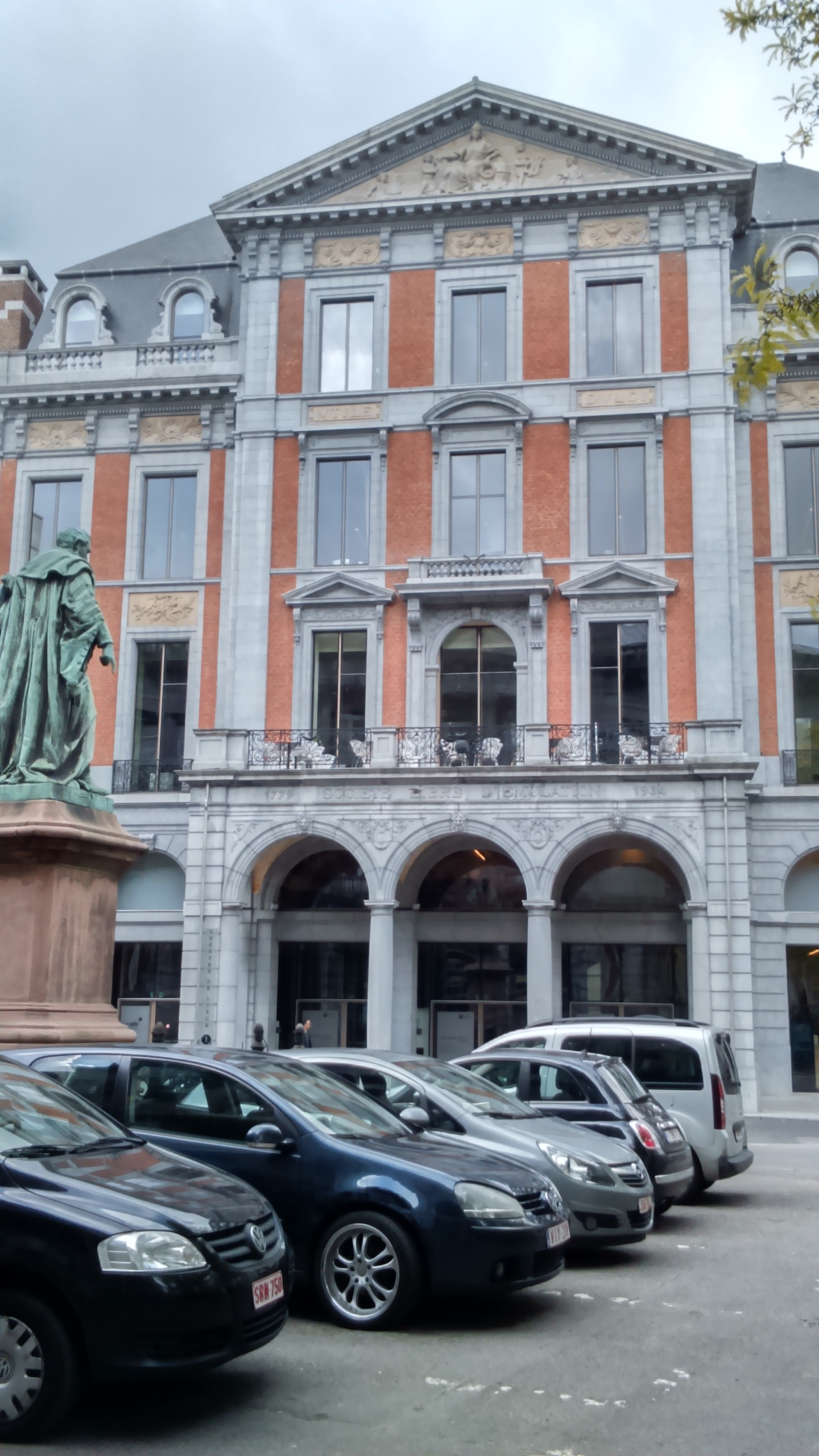
Sede della Société libre d'émulation situata in place du XX août.

La Société libre d'émulation (SLE) di Liegi venne fondata nel 1779, dal principe vescovo François-Charles de Velbruck, per incoraggiare il gusto per le arti, le lettere e le scienze. Velbruck era uno spirito emancipato, favorevole ai filosofi e permise di diffondere la filosofia dell'Illuminismo. Nel 1775 aveva già fondato l'Académie royale des beaux-arts de Liège.

## Storia
Venne fondata allo stesso tempo della Société littéraire de Liège per promuovere le arti, le lettere e le scienze presso il maggior numero dei sudditi del Principato vescovile di Liegi, un'idea scaturita dalla filosofia illuminista. Partecipò alla sua fondazione l'abate Ramoux che ne divenne segretario e bibliotecario.
Nel 1822, divennero membri i fratelli Redouté.
La Società andò incontro a diversi destini. Per 10 anni, crebbe rapidamente fino a raggiungere i 600 membri. La rivoluzione francese e le sue conseguenze a Liegi la colpirono per la prima volta. Nel 1809, nell'epoca imperiale, la SLE rilanciò le sue attività e per i primi 135 anni di esistenza, si accompagnò alla prosperità della città fino al massacro del 20 agosto 1914, quando gli edifici vennero completamente distrutti dai soldati tedeschi che conquistarono la città uccidendo 17 persone senza processo. Perse quindi tutto. le sue premesse vennero distrutte, la sua ricca biblioteca e tutte le sue collezioni bruciate. Rimase in rovina fino al 1930 quando le sue attività poterono aumentare grazie ad una decisione del Comune di Liegi di consentire la ricostruzione di un edificio neo-classico inaugurato in occasione del 160º anniversario della Società nel 1939.
Gli anni della seconda guerra mondiale furono nuovamente difficili e l'attività riprese davvero nel 1946. Da quel momento rinacque un'effervescenza culturale nei campi della musica, con concerti di musica lassica, jazz, corale e nelle belle arti in particolare sotto la guida dei professori Marcel Florkin ed Ernest Schoffeniels, ma anche con il teatro, la danza, la proiezioni di film e conferenze.
Negli anni 1960, l’Università di Liegi affittò la sua grande sala per dare lezioni. Da 1985 a 2004, il Conservatorio reale di Liegi si è trasferito nell'edificio di Place du Vingt-Août e le attività della Società sono concentrate nella sua sede rinascimentale, in 9 rue Charles Magnette.
Riconosciuta come organizzazione di educazione permanente dal 1989, la SLE organizza, nella sua sede mostre "fuori dalle mura", concerti, concorsi, conferenze, convegni e giornate scientifiche. A seguito di un'importante ristrutturazione, i locali di place du Vingt-Août sono ora principalmente occupati dal Teatro di Liegi.
Il motto originale della Società è Utile Dulci.

## Membri illustri
- Pierre-Joseph Redouté